# Kistler K-1

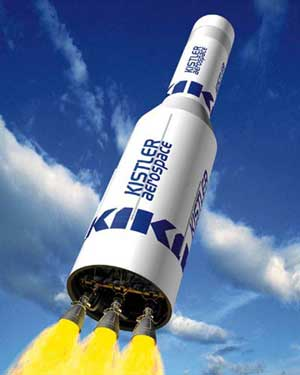
Künstlerische Ansicht der K-1-Rakete

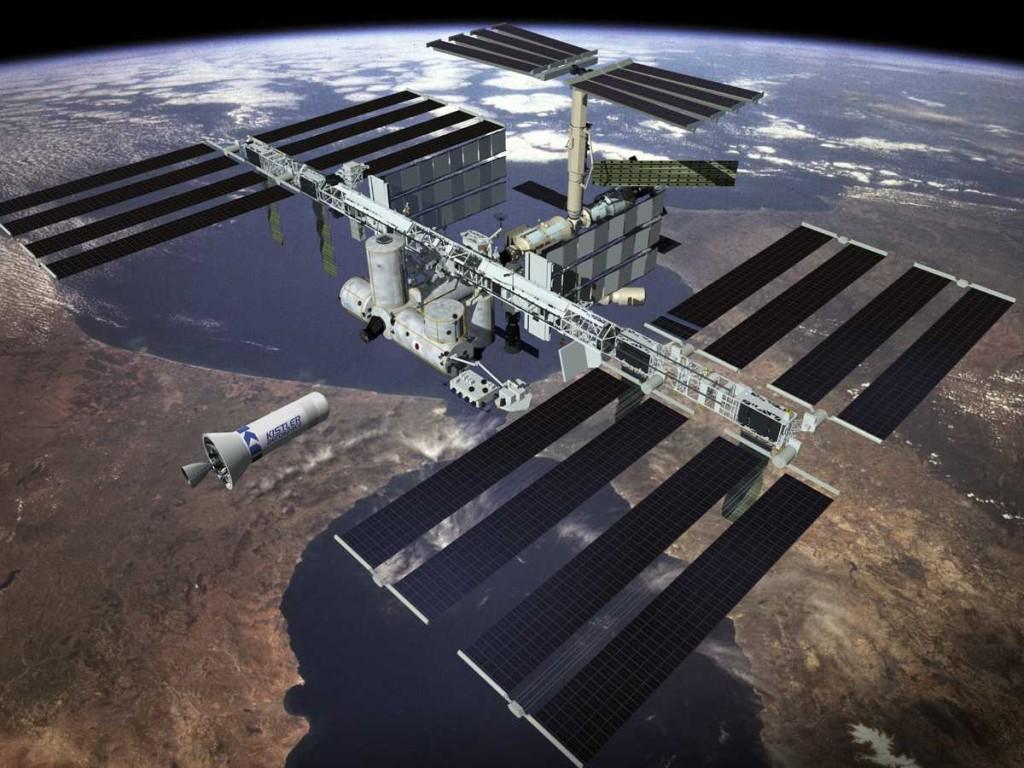
Kistler-K-1 im Anflug zur ISS

Die Rakete Kistler K-1 war eine seit den 1990er Jahren bis 2007 in der Entwicklung befindliche komplett wiederverwendbare Trägerrakete. Die Entwicklung begann bei der US-amerikanischen Kistler Aerospace Corporation welche die Entwicklung nach einem Unternehmenszusammenschluss mit der Rocketplane Limited Incorporated unter dem neuen Firmennamen Rocketplane Kistler weiterführt. Das K-1 Konzept wurde aus der Teilnahme an dem von der NASA ausgeschriebenen Commercial-Orbital-Transportation-Services-Programm zur Versorgung der Internationalen Raumstation bekannt. Die Nutzlastkapazität der K-1 sollte 4.600 kg für eine 200 km hohe Erdumlaufbahn betragen.

## Technik und Aufbau

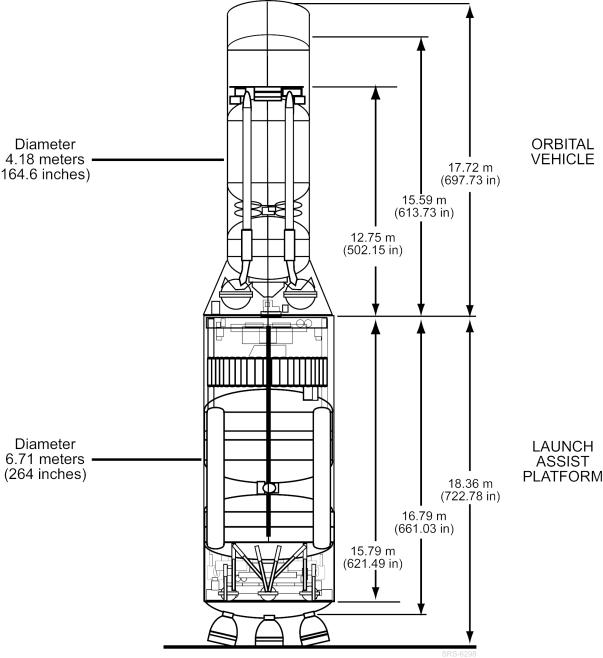
Aufbau der K-1-Rakete

Die Kistler K-1 war eine zweistufige Rakete und besteht aus einer Launch Assist Platform, welche die erste Stufe darstellt, und dem Orbital Vehicle, welches an der Spitze die Nutzlast befördert. Die Gesamthöhe der Rakete betrug 36,9 Meter bei einem Startgewicht von rund 383,3 Tonnen. Beide Stufen des innovativen Konzeptes sollen in der Lage sein, nach erfolgreichem Einsatz mit Hilfe von Fallschirmen und Airbags unbeschadet zu landen. Durch eine Wiederverwendung der Baugruppen erhoffte sich Rocketplane Kistler, ein deutlich kostengünstigeres Startsystem gegenüber den etablierten Einwegraketen zu schaffen. Neben der Beförderung von kleineren Satelliten war die Bereitstellung des Orbiting Vehicles als Plattform für automatische Experimente in der Schwerelosigkeit Haupteinsatzgebiet für die K-1. Im Rahmen des von der NASA ausgeschriebenen COTS-Programm entstand darüber hinaus eine Version mit einem Frachtmodul, welches rund 2,7 Tonnen Frachtgut zur ISS befördern sollte. Zum Andocken an die ISS war das Einfangen des Orbiting Vehicles mit Hilfe des stationseigenen Roboterarms und ein Andocken an einem Common Berthing Mechanism am amerikanischen Teil der Station vorgesehen.
Als Antrieb der Rakete wurden die von der amerikanischen Firma Aerojet modifizierten Triebwerke vom kommerziell angebotenen sowjetischen Typ Kusnezow NK-33 und Kusnezow NK-43 gewählt. Beide Triebwerke wurden ursprünglich für die sowjetische N1-Mondrakete entwickelt und sollen modifiziert als AJ26-58 und -59 für die erste Stufe und als AJ26-60 für die zweite Stufe Verwendung finden. Als primärer Startort war zunächst Woomera in Australien geplant, später waren auch Starts von anderen Orten wie der Nevada Test Site erwogen worden.

## Entwicklungsstand

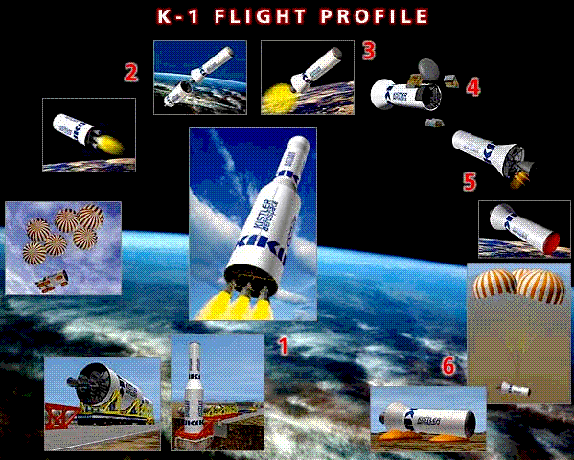
Flugphasen der K-1-Rakete

Als privat finanziertes Unternehmen hatte Kistler seit Beginn der Entwicklung immer wieder finanzielle Probleme. Schwere Rückschläge waren die Konkurse der Iridium Incorporated in 2000 und der Firma Globalstar in 2002, welche als Betreiber der gleichnamigen satellitengestützten Telekommunikationssysteme Interesse an der K-1 als Trägerrakete angemeldet hatten. Der Erststart der K-1 wurde seit 2000 immer wieder verschoben. Nach dem Unternehmenszusammenschluss mit der Rocketplane Limited Incorporated führten weitere finanzielle Probleme dazu, dass bereits im September 2006, nur einen Monat nach Beginn der Teilnahme am COTS-Programm, die ersten Terminvereinbarungen mit der NASA nicht eingehalten werden konnten, obwohl bereits große Teile des ersten Prototyps gefertigt waren. Auch ein im Februar 2007 vorgelegter überarbeiteter COTS-Vertrag, nach dem kurzfristig zusätzlich zu den NASA-Mitteln 500 Millionen US-Dollar von privaten Investoren erbracht werden sollten, führte nicht zum Erfolg, so dass die NASA im Oktober 2007 den Ausschluss von Rocketplane Kistler aus dem COTS-Programm bekannt gab. Nach Wegfall der ursprünglich vereinbarten Förderung in Höhe von 207 Millionen US-Dollar war Kistler gezwungen, Mitarbeiter zu entlassen und Bestellungen bei Zulieferern zu stornieren. Die Entwicklung der K-1 hatte seitdem keine nennenswerten Fortschritte mehr erzielt; ein Testflug konnte nicht mehr durchgeführt werden. Im Juni 2010 meldete Rocketplane schließlich die Insolvenz an.
Für die privat organisierte Entwicklung von Raumfahrzeugen wurden hohe Geldpreise sowie lukrative Transportverträge in Aussicht gestellt. Nach der Insolvenz des ursprünglichen Favoriten Rocketplane Kistler und dem damit verbundenen Scheitern des Versorgungssystems Kistler K-1 wählte die NASA im Februar 2008 als Ersatz das Cygnus-Projekt der Firma Orbital Sciences Corporation (OSC) aus.

## Technische Daten
| Stufe          | Triebwerke                  | Treibstoff                                              | Durchmesser | Länge   |
| -------------- | --------------------------- | ------------------------------------------------------- | ----------- | ------- |
| 1. Stufe (LAP) | 2 AJ26-58, 1 AJ26-59        | Kerosin / Flüssigsauerstoff                             | 6,70 m      | 18,30 m |
| 2. Stufe (OV)  | 1 AJ26-60 2 Hilfstriebwerke | Kerosin / Flüssigsauerstoff Ethanol / Flüssigsauerstoff | 4,27 m      | 18,60 m |